# Joscelin de Montoiron
Joscelin de Montoiron († 1190 vor Akkon) war ein Vizegraf von Châtellerault und Kreuzfahrer. Seine familiäre Herkunft ist unklar, gelegentlich wird er mit dem Haus Montoire in Verbindung gebracht.
Er urkundete erstmals 1188 als Vizegraf von Châtellerault aus dem Recht seiner Frau, der Witwe des kurz zuvor gestorbenen Vizegrafen Wilhelm. Er dürfte damit als Vormund seines Stiefsohnes Hugo III. amtiert haben. Joscelin nahm am dritten Kreuzzug teil und erreichte im Herbst 1189 mit einem Vorauskommando die Belagerung von Akkon. Während der Belagerung unterstützte er den Bischof von Salisbury, Hubert Walter, beim Sammeln von Lebensmitteln für die ärmeren und Hunger leidenden Ritter. Im weiteren Verlauf der Belagerung starb er selbst im Jahr 1190.